# De Magia Veterum
De Magia Veterum — голландский авангард-метал-проект, основанный мультиинструменталистом и композитором Маурисом де Йонгом в 2003 году. В отличие от других работ де Йонга, музыка De Magia Veterum в значительной степени основана на электрогитаре и в значительной степени связана с блэк-металом. AllMusic оценил дискографию проекта как «переопределяющую границы экстремизма через чистую звуковую аннигиляцию».

## История
Маурис де Йонг начал записываться под именем De Magia Veterum в 2003 году, а готовую музыку начал выпускать на Myspace в 2005 году. Вскоре после этого треки были собраны вместе и выпущены в качестве дебютного альбома под названием Spikes Through Eyes. Альбом был переиздан в 2008 году под названием Verus Diuinus Magus, включая дополнительные треки, записанные во время тех же сессий.
В 2009 году De Magia Veterum выпустили второй альбом на лейбле Transcendental Creations под названием Migdal Bavel. На этом же лейбле в 2011 году был выпущен альбом The Divine Antithesis, а в следующем году — The Deification.

## Дискография
| - Spikes Through Eyes (2005) - Migdal Bavel (2009) - The Divine Antithesis (2011) - The Deification (2012) - Naked Swords into the Wombs of the Enemy (2017) | - Clavicula Salomonis (2005) - The Blood of Prophet and Saints (2006) - The Apocalyptic Seven Headed Beast Arisen (2007) - In Conspectu Divinae Majestatis (2010) |

## Состав
- Маурис де Йонг — вокал, все инструменты, запись, сведение